# Brown's Town
Brown's Town is een plaats met bijna 8.000 inwoners in de parish Saint Ann in het noorden van het eiland Jamaica. 
De plaats is gesticht door Hamilton Brown, een uit Ierland  afkomstige plantage-eigenaar en slavenhouder.
Brown's Town heeft centrumvoorzieningen voor de omgeving. Er zijn drie scholen voor middelbaar onderwijs en een instelling voor hoger onderwijs ("community college"). Daarnaast is het sinds de negentiende eeuw een marktplaats voor landbouwproducten van het omliggende platteland. 

## Geboren
- Donald J. Harris (1938), econoom,  emeritus hoogleraar, vader van Kamala Harris (vicepresident van de Verenigde Staten)